# الدوري النرويجي الممتاز 1948–49
الدوري النرويجي الممتاز 1948–49 (بالنرويجية: Hovedserien 1948–49)‏ هو موسم من الدوري النرويجي الممتاز. أشرف على تنظيمه اتحاد النرويج لكرة القدم، وكان عدد الأندية المشاركة فيه 16، وفاز فيه نادي فريدريكستاد.